# Pierre Charron

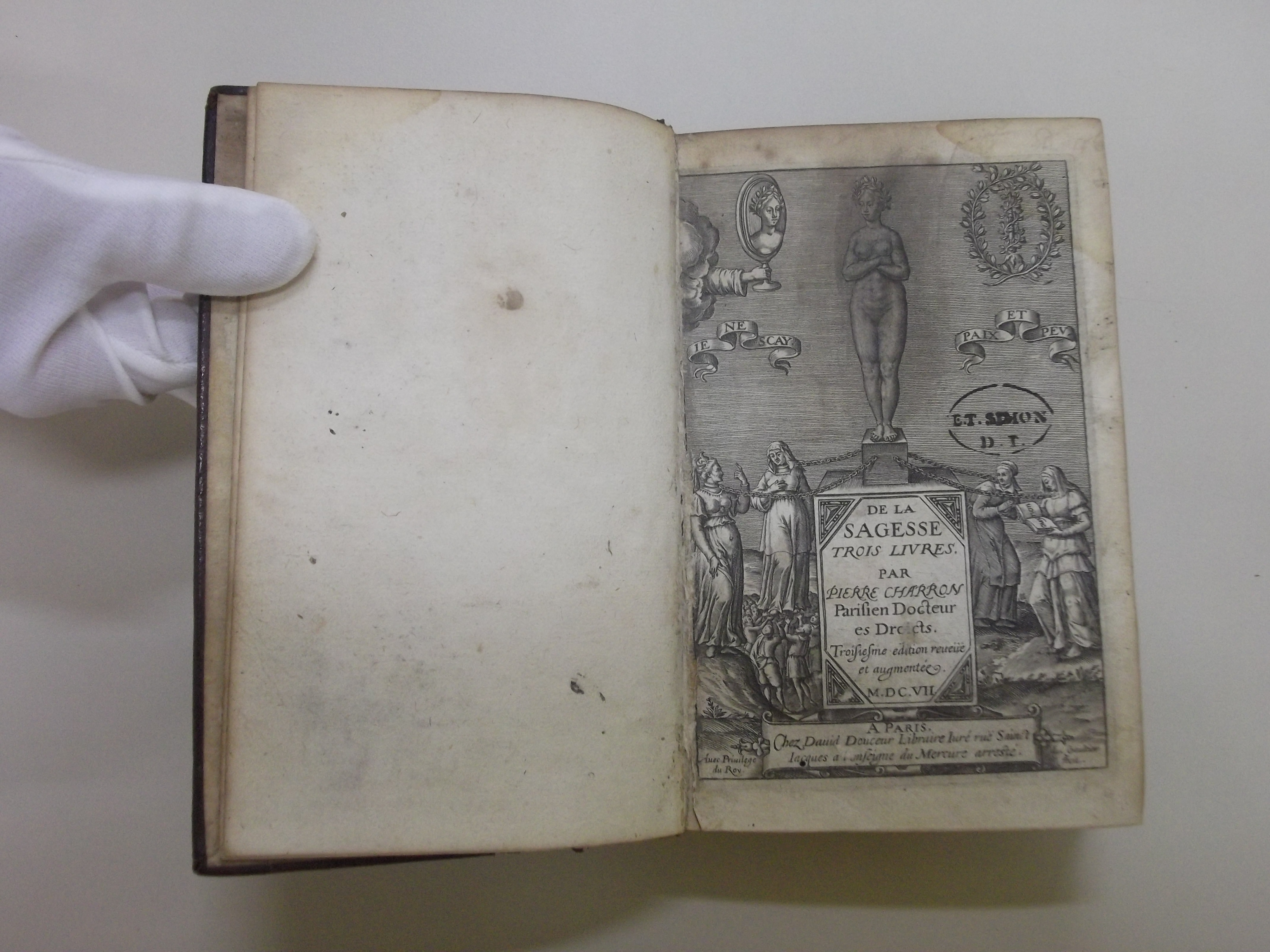
De la sagesse : trois livres / par Pierre Charron. – 3me ed. rev. et augm.– Paris : David Deuceur Libraire Iuré, 1607.

Pierre Charron (1541 Paříž – 16. listopadu 1603 Paříž) byl francouzský teolog a idealistický filosof. Byl to také přítel a žák Montaignův. I při obhajobě existence Boha vystupoval jako skeptik. Zdůrazňoval rozhodující etický význam sebepoznání a přírodní původ moudrosti. Za jeho hlavní dílo je považován spis De la sagesse (O moudrosti).

## Život a dílo
Pierre Charron se narodil v roce 1541 jako syn pařížského knihkupce. Vystudoval právo, doktorát získal v roce 1571 na universitě v Montpellieru a několik let provozoval advokátní praxi v Paříži. Tohoto povolání se však vzdal a věnoval se studiu teologie. Měl úspěchy jako kazatel a královna Markéta Navarrská ho jmenovala svým dvorním kazatelem. Z náboženské horlivosti chtěl vstoupit do řádu kartuziánů, ale rozmluvili mu to. Z tohoto období pocházejí jeho kázání, která byla později sebrána do sbírky Discours chrétiens [Křesťanské promluvy] (vydáno v Bordeaux, 1600).
Od roku 1589 žil v Bordeaux a stýkal se zde s Michelem de Montaignem, kterého si velmi vážil a s nímž se posléze i spřátelil. V roce 1593 vydal v Bordeaux dílo Les trois vérités contre les athées, idolâtres, juifs, mahométans, hérétiques et schismatiques [Tři pravdy proti ateistům, modlářům, židům, mohamedánům, kacířům a schizmatikům], které bývá zkráceně citováno jako Trois vérités [Tři pravdy]. V této knize Charron shromažďoval důkazy o existenci Boží, hájil katolickou víru proti judaismu, islámu i kalvinismu a dokazoval, že katolické náboženství je jedině pravé a spasitelné. Tato práce mu získala vážnost u jeho představených, což vedlo k jeho jmenování generálním vikářem v Cahorsu. V roce 1595 se zúčastnil valného shromáždění kněžstva, na němž působil jako sekretář. V roce 1600 odešel do Condomu, kde se stal kanovníkem.
Plodem dlouholetých přátelských styků s Montaignem se stal spis De la sagesse, en trois livres [O moudrosti, ve třech knihách], který vyšel v Bordeaux roku 1601. V této práci se Charron přiklání ke skeptickému stanovisku a tvrdí, že rozum lidský není schopen poznat pravdu, jež v Bohu spočívá; proto náboženství potřebuje zjevení, jemuž musíme věřit. Když však člověk sám sebou nemůže dospět k pravému poznání Boha, je obtížné nalézt pravé náboženství, poněvadž všechna tvrdí, že mají na základě Božího zjevení pravdu. Hlavní však není náboženství, nýbrž mravnost, jež spočívá v poctivosti smýšlení; nejvyšší normou mravnosti je, aby člověk jednal ve shodě se svým přesvědčením. Charron věřil v existenci universálního mravního řádu, který je nezávislý na náboženství, a odlučoval proto „přirozenou mravnost" od náboženské. Základem přirozené morálky je následování přírody. Náboženství bez přirozené mravnosti považoval za nebezpečnější než zjevný ateismus.
Práce O moudrosti vzbudila velké rozhořčení v řadách teologů a autor byl obviňován i z toho, že skrytě hlásá ateistické myšlenky. Charron své názory hájil, ale 16. listopadu 1603 v Paříži náhle zemřel na mrtvici. Katolická církev dekretem ze dne 9. září 1605 zařadila jeho spis O moudrosti na Index zakázaných knih.
Charronova kniha O moudrosti se stala oblíbenou četbou svobodomyslných intelektuálů v 17. století. Zdá se, že také Descartova „provizorní morálka" byla ovlivněna některými podněty z tohoto Charronova díla.

## Spisy
- Œuvres complètes. Paris, 1635; znovu vydáno Genève, 1970